# New York Film Critics Circle Awards 1982
La 48ª edizione della cerimonia dei New York Film Critics Circle Awards, annunciata il 20 dicembre 1982, si è tenuta il 30 gennaio 1983 ed ha premiato i migliori film usciti nel corso del 1982.

## Vincitori e candidati

### Miglior film
- Gandhi, regia di Richard Attenborough
- Tootsie, regia di Sydney Pollack
- E.T. l'extra-terrestre (E.T. the Extra-Terrestrial), regia di Steven Spielberg
- Missing - Scomparso (Missing), regia di Costa-Gavras

### Miglior regista
- Sydney Pollack - Tootsie
- Steven Spielberg - E.T. l'extra-terrestre (E.T. the Extra-Terrestrial)

### Miglior attore protagonista
- Ben Kingsley - Gandhi
- Dustin Hoffman - Tootsie
- Peter O'Toole - L'ospite d'onore (My Favorite Year)

### Miglior attrice protagonista
- Meryl Streep - La scelta di Sophie (Sophie's Choice)
- Diane Keaton - Spara alla luna (Shoot the Moon)
- Jessica Lange - Frances

### Miglior attore non protagonista
- John Lithgow - Il mondo secondo Garp (The World According to Garp)
- George Gaynes - Tootsie
- Robert Preston - Victor Victoria

### Miglior attrice non protagonista
- Jessica Lange - Tootsie
- Glenn Close - Il mondo secondo Garp (The World According to Garp)

### Miglior sceneggiatura
- Larry Gelbart e Murray Schisgal - Tootsie
- Barry Levinson - A cena con gli amici (Diner)

### Miglior film in lingua straniera
- Megáll az idö, regia di Péter Gothár • Ungheria
- Il bel matrimonio (Le Beau Mariage), regia di Éric Rohmer • Francia
- Tre fratelli, regia di Francesco Rosi • Italia/Francia

### Miglior fotografia
- Néstor Almendros - La scelta di Sophie (Sophie's Choice)
- Philippe Rousselot - Diva
- Jordan Cronenweth - Blade Runner